# Pré-Saint-Évroult

Pré-Saint-Évroult este o comună în departamentul Eure-et-Loir, Franța. În 1 ianuarie 2022 avea o populație de 286 de locuitori.